# Finales de la NBA de 1978
Las Finales de la NBA de 1978 fueron las series definitivas de los playoffs de 1978 y suponían la conclusión de la temporada 1977-78 de la NBA, con victoria de Bullets, campeón de la Conferencia Este, sobre Seattle SuperSonics, campeón de la Conferencia Oeste. En el partido se alinearon tres futuros miembros del Basketball Hall of Fame, Elvin Hayes y Wes Unseld por los Bullets, y Dennis Johnson por los Sonics, además del entrenador de éstos, Lenny Wilkens.

## Resumen
| Partido | Fecha      | Equipo local | Resultado    | Equipo visitante |
| ------- | ---------- | ------------ | ------------ | ---------------- |
| 1       | 21 de mayo | Seattle      | 106-102      | Washington       |
| 2       | 25 de mayo | Washington   | 106-98       | Seattle          |
| 3       | 28 de mayo | Washington   | 92-93        | Seattle          |
| 4       | 30 de mayo | Seattle      | 116-120 (PR) | Washington       |
| 5       | 2 de junio | Seattle      | 98-94        | Washington       |
| 6       | 4 de junio | Washington   | 117-82       | Seattle          |
| 7       | 7 de junio | Seattle      | 99-105       | Washington       |

Bullets gana las series 4-3

## Enfrentamientos en temporada regular
Durante la temporada regular, los Bullets y los Sonics se vieron las caras en cuatro ocasiones (la liga la formaban entonces 22 equipos), jugando dos encuentros en el Capital Centre y otros dos en el Seattle Center Coliseum. Los Bullets se hicieron con 3 victorias, por una de los Sonics, conseguida tras una prórroga.
| 15 de noviembre | Seattle SuperSonics | 109–111 | Washington Bullets |                                            |
|                 |                     |         |                    |                                            |
|                 |                     |         |                    | Pabellón: Capital Centre, Washington D. C. |

| 18 de diciembre | Washington Bullets | 109–111 (PR) | Seattle SuperSonics |                                            |
|                 |                    |              |                     |                                            |
|                 |                    |              |                     | Pabellón: Seattle Center Coliseum, Seattle |

| 8 de febrero | Washington Bullets | 106–100 | Seattle SuperSonics |                                            |
|              |                    |         |                     |                                            |
|              |                    |         |                     | Pabellón: Seattle Center Coliseum, Seattle |

| 14 de marzo | Seattle SuperSonics | 115–120 | Washington Bullets |                                            |
|             |                     |         |                    |                                            |
|             |                     |         |                    | Pabellón: Capital Centre, Washington D. C. |

## Resumen de los partidos
El camino a las Finales fue muy diferente para ambos equipos. Por un lado los Sonics comenzaron la temporada regular perdiendo 17 de sus primeros 22 partidos, por lo que su entrenador Bob Hopkins fue destituido, siendo reemplazado por Lenny Wilkens, que apretó las tuercas el equipo en defensa, ganando 42 de los últimos 60 partidos, entrando por los pelos en los playoffs. Una vez en ellos, se deshicieron con cierta facilidad de los Lakers, Portland Trail Blazers y Denver Nuggets. Por su parte los Bullets, liderados por "Big E", Elvin Hayes, se clasificaron más holgadamente para la postemporada, dejando en el camino en primera ronda a Atlanta Hawks, en semifinales de conferencia a San Antonio Spurs y finalmente se deshicieron de los grandes favoritos, los Philadelphia 76ers en la final de la Conferencia Este por un cómodo 4-2.

### Partido 1
| 21 de mayo                     | Washington Bullets                                         | 102–106                               | Seattle SuperSonics                                           | |  |  |
| 12:00 p. m. PDT                | Parciales: 31–25, 27–24, 26–24, 18–33                      | Parciales: 31–25, 27–24, 26–24, 18–33 | Parciales: 31–25, 27–24, 26–24, 18–33                         | |  |  |
|                                | Estadísticas Kevin Grevey 27 Elvin Hayes 9 Tom Henderson 7 | Pts Reb Asts                          | Estadísticas Fred Brown 30 Marvin Webster 14 Dennis Johnson 5 | Pabellón: Seattle Center Coliseum, Seattle Asistencia: 14,098 espectadores Árbitros: - N.º 10 Darell Garretson - N.º 17 Ed Rush Televisión: CBS |  |  |
| Seattle lidera las series, 1–0 |                                                            |                                       |                                                               | |  |  |
|                                |                                                            |                                       |                                                               | |  |  |

Las series finales dieron comienzo en el Seattle Center Coliseum, y los Bullets dominaron las tres primeras partes del partido, llegando al último cuarto 19 puntos arriba, con 27 puntos de Kevin Grevey y 21 de Hayes. Pero los Sonics reaccionaron sobre todo gracoas al base Fred Brown, que anotó 16 puntos en los últimos 9 minutos, para acabar con 32, dando a los Sonics su primer punto en la eliminatoria, dejando el marcador 106-102.

### Partido 2
| 25 de mayo            | Seattle SuperSonics                                                       | 98–106                                | Washington Bullets                                              | |  |  |
| 9:00 p. m. EDT        | Parciales: 16–29, 36–27, 19–24, 27–26                                     | Parciales: 16–29, 36–27, 19–24, 27–26 | Parciales: 16–29, 36–27, 19–24, 27–26                           | |  |  |
|                       | Estadísticas Gus Williams 24 Marvin Webster 12 Johnson, Silas, Williams 4 | Reporte Pts Reb Asts                  | Estadísticas Bob Dandridge 34 Wes Unseld 15 Henderson, Unseld 5 | Pabellón: Capital Centre, Landover, Maryland Asistencia: 19,035 espectadores Árbitros: - N.º 7 Joe Gushue - No. 11 Jake O'Donnell Televisión: CBS |  |  |
| Series empatadas, 1–1 |                                                                           |                                       |                                                                 | |  |  |
|                       |                                                                           |                                       |                                                                 | |  |  |

La final se trasladó al Capital Centre de Washington D. C., en un poco habitual formato de finales, 1-2-2-1-1, debido a los conflictos en la construcción en Seattle. Wes Unseld dominó bajo los tableros, maniatando a Marvin Webster y Jack Sikma, y acabando con 15 rebotes y 5 asistencias. Su trabajo permitió que sus compañeros se lucieran, con Bob Dandridge como máximo anotador con 34 puntos y Hayes acompañándole con 25 para empatar las series a 1, con una cómoda victoria 106-98.

### Partido 3
| 28 de mayo                     | Seattle SuperSonics                                                                        | 93–92                                 | Washington Bullets                                     | |  |  |
| 1:30 p. m. EDT                 | Parciales: 24–24, 25–23, 20–20, 24–25                                                      | Parciales: 24–24, 25–23, 20–20, 24–25 | Parciales: 24–24, 25–23, 20–20, 24–25                  | |  |  |
|                                | Estadísticas Webster, Williams 20 Paul Silas 14 Brown, Johnson, Sikma, Webster, Williams 2 | Reporte Pts Reb Asts                  | Estadísticas Elvin Hayes 29 Elvin Hayes 20 Dandridge 6 | Pabellón: Capital Centre, Landover, Maryland Asistencia: 19,035 espectadores Árbitros: - N.º 12 Earl Strom - N.º 9 John Vanak Televisión: CBS |  |  |
| Seattle lidera las series, 2–1 |                                                                                            |                                       |                                                        | |  |  |
|                                |                                                                                            |                                       |                                                        | |  |  |

En el tercer partido, disputado nuevamente en la capital estadounidense, brilló con luz propia el base Dennis Johnson, que se mostró infranqueable en defensa, consiguiendo 7 tapones y dejando a su defendido Kevin Grevey en 1 de 14 en tiros de campo. Por su parte, Paul Silas el veterano jugador saliendo desde el banquillo anuló a los himbres altos de los Bullets.
A falta de 10 segundos para el final, los Sonics iban delante en el marcador, 93-90, cuando un pase del propio Johnson fue interceptado por Tom Henderson, anotando y dejando el marcador 1 arriba para los de Seattle. Silas fue a sacar de fondo a falta de 5 segundos, pero pisó la línea al hacerlo, dando el balón y una última oportunidad a los Bullets. El balón le llegó forzado a Bob Dandridge quien falló la canasta sobre la bocina, dando la primera victoria como visitante a los Sonics.

### Partido 4
| 30 de mayo            | Washington Bullets                                            | 120–116                                             | Seattle SuperSonics                                           | |  |  |
| 6:00 p. m. PDT        | Parciales: 23–25, 25–31, 30–31, 28–19 (T.E.: 14–10)           | Parciales: 23–25, 25–31, 30–31, 28–19 (T.E.: 14–10) | Parciales: 23–25, 25–31, 30–31, 28–19 (T.E.: 14–10)           | |  |  |
|                       | Estadísticas Bob Dandridge 23 Elvin Hayes 13 Tom Henderson 11 | Reporte Pts Reb Asts                                | Estadísticas Dennis Johnson 33 Marvin Webster 15 Paul Silas 6 | Pabellón: Kingdome, Seattle Asistencia: 39,457 espectadores Árbitros: - N.º 14 Jack Madden - N.º 6 Don Murphy Televisión: CBS |  |  |
| Series empatadas, 2–2 |                                                               |                                                     |                                                               | |  |  |
|                       |                                                               |                                                     |                                                               | |  |  |

La serie regresaba a Seattle, sabiendo que si ganaban sus dos siguientes partidos, que disputarían como locales, serían campeones. El partido se tuvo que trasladar al Seattle Kingdome ya que el Seattle Center Coliseum estaba ocupado con un espectáculo de caravanas, y ello hizo que se produjera el récord de mayor asistencia a un partido de playoffs de la NBA, con 39.457 epectadores.
Los Sonics ganaban por 15 a falta de dos minutos para finalizar el tercer cuarto. Pero en ese momento, los bases de los Bullets, que hasta ese momento de la eliminatoria habían sido superados por Gus Williams y el jugador de segundo año Dennis Johnson, comenzaron a funcionar, especialmente los suplentes Charles Johnson y Larry Wright. Al comienzo del último periodo, Johnson se tuvo que retirar al banquillo tras recibir un codazo en las costillas, lo que aprovecharon los bullets para ponerse 103-101 arriba a falta de 3 minutos y medio. Johnson regresó a la pista encorajinado, anotando primero para empatar el partido, colocando un tapón a Dandridge en la siguiente jugada, capturando un rebote ofensivo y colocando a los Sonics 104-103 arriba con un tiro libre anotado. Johnson acabaría con 33 puntos, 7 rebotes y 3 tapones.
Dandridge reaspondió con una jugada de 3 puntos, dejando el marcador con 106-104 para los Bullets. Seattle reaccionó rápido, y Fred Brown anotó un lanzamiento lejano para empatar el partido. en la última jugada, Dandridge tuvo el partido en sus manos, con un lanzamiento desde la bombilla, pero fue taponado por Johnson, llevando el partido a la prórroga. En el tiempo extra el protagonista fue Charles Johnson, quien con tres canastas consecutivas desequilibró el partido, que terminó 120-116 para los Bullets, empatando la eliminatoria.

### Partido 5
| 2 de junio                     | Washington Bullets                                         | 94–98                                 | Seattle SuperSonics                                         | |  |  |
| 6:00 p. m. PDT                 | Parciales: 24–23, 17–29, 26–24, 27–22                      | Parciales: 24–23, 17–29, 26–24, 27–22 | Parciales: 24–23, 17–29, 26–24, 27–22                       | |  |  |
|                                | Estadísticas Kevin Grevey 22 Wes Unseld 14 Tom Henderson 6 | Reporte Pts Reb Asts                  | Estadísticas Fred Brown 26 Marvin Webster 13 John Johnson 7 | Pabellón: Seattle Center Coliseum, Seattle Asistencia: 14,098 espectadores Árbitros: - N.º 7 Joe Gushue - N.º 11 Jake O'Donnell Televisión: CBS |  |  |
| Seattle lidera las series, 3–2 |                                                            |                                       |                                                             | |  |  |
|                                |                                                            |                                       |                                                             | |  |  |

Los Sonics regresaron a su estadio, y lo celebraron con una victoria. Freddie Brown anotó 26 puntos y Dennis Johnson 24 para llevar a Seattle a una victoria por 98-94. Los bullets perdieron el partido desde la línea de tiros libres, anotando solo 9 de 20 lanzamientos en la segunda parte. A pesar de todo, recortaron una ventaja de 11 puntos de los Sonics para dejarla en 2 a menos de 2 minutos para el final, pero tres tiros libres de Jack Sikma les dieron la puntilla.

### Partido 6
| 4 de junio            | Seattle SuperSonics                                         | 82–117                                | Washington Bullets                                        | |  |  |
| 1:30 p. m. EDT        | Parciales: 21–19, 14–28, 26–37, 21–33                       | Parciales: 21–19, 14–28, 26–37, 21–33 | Parciales: 21–19, 14–28, 26–37, 21–33                     | |  |  |
|                       | Estadísticas Fred Brown 17 Marvin Webster 12 Gus Williams 6 | Reporte Pts Reb Asts                  | Estadísticas Elvin Hayes 21 Elvin Hayes 15 Greg Ballard 6 | Pabellón: Capital Centre, Landover, Maryland Asistencia: 19,035 espectadores Árbitros: - N.º 10 Darell Garretson - N.º 6 Don Murphy Televisión: CBS |  |  |
| Series empatadas, 3–3 |                                                             |                                       |                                                           | |  |  |
|                       |                                                             |                                       |                                                           | |  |  |

El sexto partido se disputó en Washington, y terminó con una abultada victoria de los Bullets, 117-82. Su entrenador, Dick Motta decidió poner a Greg Ballard como alero, pasando Bob Dandridge a la posición de base, un riesgo ya que este último apenas había jugado hasta ese momento en docha posición. Pero le salió bien la jugada, llegando al descanso con 12 puntos de ventaja y anotando 70 puntos en la segunda mitad. Mitch Kupchak consiguió 19 puntos, mientras que Ballard terminaba con 12 y 12 rebotes. Los 35 puntos de ventaja fueron un récord en una final de la NBA hasta que fue batido en el tercer partido de las Finales de 1998, coando Chicago Bulls endosó a Utah Jazz un 96-54, 42 puntos de ventaja.

### Partido 7
| 7 de junio                     | Washington Bullets                                           | 105–99                                | Seattle SuperSonics                                             | |  |  |
| 6:00 p. m. PDT                 | Parciales: 31–28, 22–17, 26–21, 26–33                        | Parciales: 31–28, 22–17, 26–21, 26–33 | Parciales: 31–28, 22–17, 26–21, 26–33                           | |  |  |
|                                | Estadísticas Dandridge, Johnson 19 Wes Unseld 9 Wes Unseld 6 | Pts Reb Asts                          | Estadísticas Marvin Webster 27 Marvin Webster 19 Gus Williams 5 | Pabellón: Seattle Center Coliseum, Seattle Asistencia: 14,098 espectadores Árbitros: - N.º 14 Jack Madden - N.º 12 Earl Strom Televisión: CBS |  |  |
| Washington gana las series 4–3 |                                                              |                                       |                                                                 | |  |  |
|                                |                                                              |                                       |                                                                 | |  |  |

Dennis Johnson, que antes de que dieran comienzo los playoffs era prácticamente un desconocido base procedente de la Universidad Pepperdine, se había convertido en una estrella gracias a la difusión por televisión de las Finales. Sin embargo, en el partido más importante de su carrera, el que le podía dar su primer anillo de campeón de la NBA, falló sus 14 lanzamientos a canasta. Su compalñero Gus Williams no estuvo mucho más acertado, con un 4 de 12. fueron los hombres altos de los Sonics, Marvin Webster con 27 puntos y sikma con 21, los que mantuvieron vivo al equipo.
A falta de 90 segundos para el final, Seattle redujo una desventaja de 11 puntos dejándola en 4, pero Mitch Kupchak consiguió una jugada de 3 puntos. Fred Brown, que acabó con 21 puntos saliendo desde el banquillo, anotó una bandeja, y Paul Silas con un palmeo dejó el marcador en 101-99. el propio silas buscó la falta rápida sobre Wes Unseld, conocedor de su pobre porcentaje en los tiros libres, un 55% durante los playoffs. Pero anotó los dos, y poco después fue Bob Dandridge quien con un mate certificó la victoria de los Bullets por 105-99.
Charles Johnson y Dandridge anotaron 19 puntos cada uno para los Bullets, mientras que Elvin Hayes fue eliminado por faltas con solo 12 puntos. Unseld fue nombrado MVP de las Finales.